# Ditrichophora fusca
Ditrichophora fusca är en tvåvingeart som beskrevs av Ichiro Miyagi 1977. Ditrichophora fusca ingår i släktet Ditrichophora och familjen vattenflugor. Inga underarter finns listade i Catalogue of Life.